# Hanna K. Korany
Hanna K. Korany (1870-1898), también conocida como Hanna Kurani, fue una escritora siria. Durante dos años de  1893 a 1895 realizó una gira por los Estados Unidos, hablando sobre la vida de las mujeres en Siria.  

## Biografía
Hanna K. Korany era de Kfarshima, en la región del Monte Líbano, y se educó en una escuela misionera presbiteriana para niñas en Beirut.

## Carrera profesional
En 1891 publicó un libro en árabe, Manners and Habits.  En árabe, también escribió una novela. Un periódico estadounidense la etiquetó como "la George Eliot de Siria".

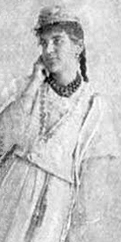
Hanna K Korany (1895)

En 1893, Bertha Palmer invitó a Korany a representar a Siria en el Congreso Mundial de Mujeres Representativas, un evento asociado con la Exposición Colombina Mundial de ese año, que tuvo lugar en Chicago. Durante la exposición exhibió bordados y trabajos manuales elaborados por mujeres sirias, informó sobre la feria para Al Fatat, una revista para mujeres con sede en Egipto, y escribió un ensayo, La gloria de la feminidad, para la publicación del Congreso de Mujeres.
Cuando finalizó sus actividades en Chicago Hanna K. Korany comenzó una gira de conferencias en los Estados Unidos. En 1894 asistió a la convención anual de la Asociación Nacional Estadounidense del Sufragio Femenino en Washington D. C., y participando en una cena social dentro del mismo programa que Elizabeth Cady Stanton, Susan B. Anthony, Lillie Devereux Blake y May Wright Sewall. En 1896 abrió un club de mujeres en Beirut.
Se casó con Amin Effendi Korany en 1887. Hanna Korany murió en 1898, a la edad de 27 años, en Beirut.